# Diecezja Vigevano
Diecezja Vigevano – diecezja Kościoła rzymskokatolickiego we Włoszech, a ściślej w Lombardii (z wyjątkiem jednej parafii w Sozzago, która administracyjnie należy do Piemontu). Została erygowana 14 marca 1530. Należy do metropolii Mediolanu.